# Karel Tammjärv
Karel Tammjärv est un fondeur estonien, né le 25 mai 1989 à Tartu.

## Biographie
Actif au niveau international depuis 2007, il fait ses débuts en Coupe du monde en mars 2009. Il obtient ses premiers points dans cette compétition 22e place en sprint en 2011 à Otepää. En parallèle, il signe plusieurs top dix aux Championnats du monde des moins de 23 ans, terminant notamment cinquième du quinze kilomètres classique en 2010 et cinquième du sprint classique en 2011.
Aux Jeux olympiques d'hiver de 2010, à Vancouver, il est 67e du quinze kilomètres libre et 45e de la poursuite.
Aux Championnats du monde 2011, il est entre autres 26e du quinze kilomètres classique et 10e du relais. Il venait de remporter sa seule victoire dans le circuit secondaire de la Coupe de Scandinavie sur un quinze kilomètres classique.
Aux Jeux olympiques d'hiver de 2014, à Sotchi, il est 45e du quinze kilomètres classique, 10e du relais et 49e du cinquante kilomètres libre. Quatre ans plus tard, lors des Jeux olympiques à Pyeongchang, il obtient son meilleur résultat individuel sur le quinze kilomètres libre avec la 22e place. C'est aussi durant ce même hiver qu'il enregistre son meilleur résultat en Coupe du monde avec une treizième place au quinze kilomètres libre de Davos et son meilleur classement général (78e).
En mars 2019, il est soupçonné de dopage et est arrêté dans le cadre de l'opération Aderlass. Le 9 janvier 2020, il est suspendu quatre ans pour son implication.

## Palmarès

### Jeux olympiques
| Épreuve / Édition   | Sprint                           | Sprint                           | 15 km                            | 15 km                            | Skiathlon 2 × 15 km | 50 km | Relais | Relais    |
| Épreuve / Édition   | libre                            | classique                        | libre                            | classique                        | Skiathlon 2 × 15 km | 50 km | Sprint | 4 × 10 km |
| JO 2010 Vancouver   | Épreuve inexistante à cette date | -                                | 67e                              | Épreuve inexistante à cette date | 46e                 | -     | -      | -         |
| JO 2014 Sotchi      | -                                | Épreuve inexistante à cette date | Épreuve inexistante à cette date | 45e                              | -                   | 49e   | -      | 10e       |
| JO 2018 Pyeongchang | Épreuve inexistante à cette date | DSQ                              | DSQ                              | Épreuve inexistante à cette date | DSQ                 | -     |        |           |

Légende :
- : pas d'épreuve
- — : Non disputée par Tammjärv
- DSQ : disqualifié pour dopage

### Championnats du monde
| Épreuve / Édition           | Sprint                           | Sprint                           | 15 km                            | 15 km                            | Skiathlon 2 × 15 km | 50 km   | Relais | Relais    |
| Épreuve / Édition           | libre                            | classique                        | libre                            | classique                        | Skiathlon 2 × 15 km | 50 km   | Sprint | 4 × 10 km |
| Mondiaux 2011 Oslo          | -                                | Épreuve inexistante à cette date | Épreuve inexistante à cette date | 26e                              | 38e                 | 49e     | -      | 10e       |
| Mondiaux 2013 Val di Fiemme | Épreuve inexistante à cette date | -                                | -                                | Épreuve inexistante à cette date | 57e                 | 39e     | —      | 15e       |
| Mondiaux 2015 Falun         | Épreuve inexistante à cette date | —                                | -                                | Épreuve inexistante à cette date | 43e                 | Abandon | -      | 16e       |
| Mondiaux 2017 Lahti         | DSQ                              | Épreuve inexistante à cette date | Épreuve inexistante à cette date | -                                | DSQ                 | —       | -      |           |
| Mondiaux 2019 Seefeld       | DSQ                              | Épreuve inexistante à cette date | Épreuve inexistante à cette date | -                                | DSQ                 | -       | -      | -         |

Légende :
- : pas d'épreuve
- — : Non disputée par Tammjärv

### Coupe du monde
- Meilleur classement général : 78e en 2018.
- Meilleur résultat individuel : 13e.

#### Classements détaillés
| Saison / Épreuve | Saison / Épreuve | Général | Général | Distance | Distance | Sprint | Sprint |
| Saison / Épreuve | Saison / Épreuve | Class.  | Points  | Class.   | Points   | Class. | Points |
| ---------------- | ---------------- | ------- | ------- | -------- | -------- | ------ | ------ |
| 2011             | 2011             | 146e    | 9       | -        | -        | 90e    | 9      |
| 2013             | 2013             | 124e    | 16      | 94e      | 8        | -      | -      |
| 2014             | 2014             | 136e    | 10      | 87e      | 10       | -      | -      |
| 2018             | 2018             | 78e     | 60      | 57e      | 32       | -      | -      |
| 2019             | 2019             | 91e     | 36      | 70e      | 21       | 64e    | 15     |

### Coupe de Scandinavie
- 1 victoire.